# Флавіу Консейсан
Флавіу Консейсан (порт. Flávio Conceição, нар. 13 червня 1974, Санта-Марія-да-Серра) — бразильський футболіст, що грав на позиції півзахисника. Відомий виступами за клуби «Палмейрас», «Депортіво», «Реал Мадрид», дортмундську «Боруссію», а також національну збірну Бразилії.

## Клубна кар'єра
Флавіу Консейсан розпочав професійну кар'єрув клубі «Ріо-Бранко» в 1992 році. Через рік він перейшов до «Палмейраса», де зіграв більше 100 матчів за 3 роки. Це привернуло увагу іспанського «Депортіво», які заплатили  € 5.200.000 за його перехід влітку 1996 року.
Граючи в центрі півзахисту поряд зі своїм співвітчизником Мауро Сілвою Консейсао поступово перетворився в ключового гравця галісійців. В переможному для «Депортіво» сезоні 1999-00 він забив 4 голи в 27 матчах. Це призвело до того, що в 2000 році Флавіо перейшов до мадридського «Реала» за € 26 мільйонів.
Попри те, що в основному складі «Реала» Флавіу Консейсан з'являвся нерегулярно, йому вдалося двічі стати чемпіоном Іспанії та переможцем Ліги чемпіонів УЄФА в сезоні 2001-02. Сезон 2003-04 Флавіу провів в оренді в дортмундській «Боруссії», де також не мав стабільного місця в основі.
Влітку 2004-го Консейсан перейшов до турецького «Галатасарая». В першому і останньому своєму сезоні він здобув Кубок Туреччини, проте команда не змогла пробитися до Ліги Чемпіонів. За одним з пунктів договору з «Галатасараєм» у разі непотрапляння команди до Ліги Чемпіонів, контракт міг бути розірваним. Флавіу скористався цим пунктом і перейшов в «Панатінаїкос». Та через травми та погану фізичну форму він був звільнений з команди і закінчив кар'єру у віці 32 років.

## Виступи за збірну
У збірній Бразилії Флавіу Консейсан дебютував 8 листопада 1995 року вийшовши на поле на 63-й хвилині у товариському матчі з командою Аргентини. Він брав участь у двох кубках Америки, в яких бразильці стали чемпіонами, і двох кубках конфедерацій, проте жодного разу не зіграв на Чемпіонаті Світу. Всього за збірну Флавіу зіграв 44 матчі і забив 4 голи. Остання його гра за збірну відбулася 3 вересня 2000 року в кваліфікації до чемпіонату світу, в якому бразильці перемогли Болівію 5-0.

## Титули і досягнення

### Клуби
«Палмейрас»
- Чемпіонат Бразилії
  - Чемпіон (2): 1993, 1994

 «Депортіво»
- Чемпіонат Іспанії
  - Чемпіон (1): 1999–00

 «Реал»
- Чемпіонат Іспанії
  - Чемпіон (2): 2000–01, 2002–03
- Кубок Іспанії
  - Фіналіст (1): 2001–02
- Суперкубок Іспанії
  - Володар (1): 2001
- Ліга чемпіонів УЄФА
  - Переможець (1): 2001–02
- Суперкубок УЄФА
  - Володар (1): 2002
- Міжконтинентальний кубок
  - Володар (1): 2002

 «Галатасарай»
- Кубок Туреччини
  - Володар (1): 2004–05

### Збірна
- Кубок Америки
  - Володар (2): 1997, 1999
- Кубок конфедерацій
  - Володар (1): 1997
  - Фіналіст (1): 1999
- Бронзовий олімпійський призер: 1996
- Срібний призер Золотого кубка КОНКАКАФ: 1996
- Бронзовий призер Золотого кубка КОНКАКАФ: 1998